# Vallecillo (Spanyolország)
Vallecillo település Spanyolországban, León tartományban. Lakosainak száma 101 fő (2024).

## Földrajza
Vallecillo Castrotierra de Valmadrigal, Santa Cristina de Valmadrigal, El Burgo Ranero, Bercianos del Real Camino, Gordaliza del Pino és Joarilla de las Matas községekkel határos.

## Népesség
A település lakosságának változását az alábbi diagram mutatja:
| Lakosok száma | 171  | 150  | 137  | 129  | 133  | 130  | 121  | 128  | 114  | 101  |
|               | 2001 | 2004 | 2007 | 2009 | 2012 | 2014 | 2017 | 2019 | 2022 | 2024 |